# Ernst von Ihne

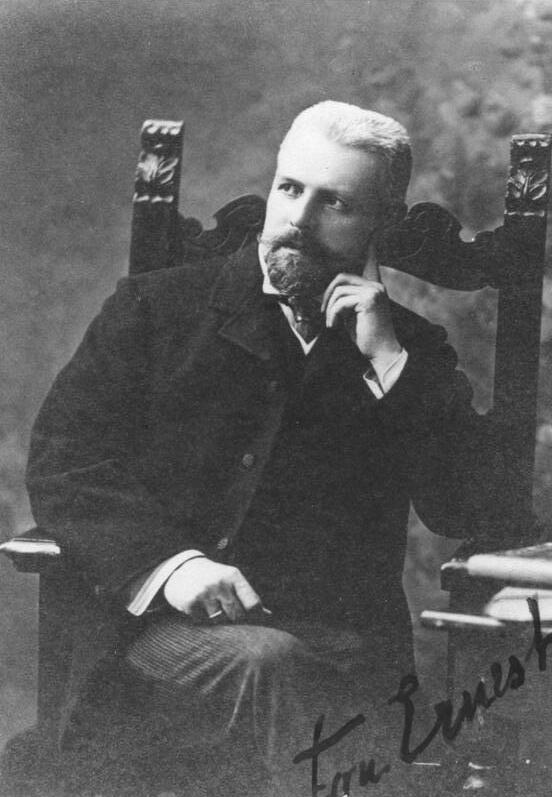
Ernst von Ihne, 1900

Ernst Eberhard von Ihne (Elberfeld, 23 de maio de 1848 – Berlim, 21 de abril de 1917) foi um arquiteto alemão. Foi arquiteto oficial do Imperador Alemão Frederico III da Alemanha e de seu filho e sucessor Guilherme II da Alemanha. Dentre suas obras mais conhecidas estão o edifício da Biblioteca real Prussiana (atual Casa 1 da Biblioteca Estatal de Berlim), a Neuer Marstall e o Kaiser-Friedrich-Museum (atual Bode Museum).

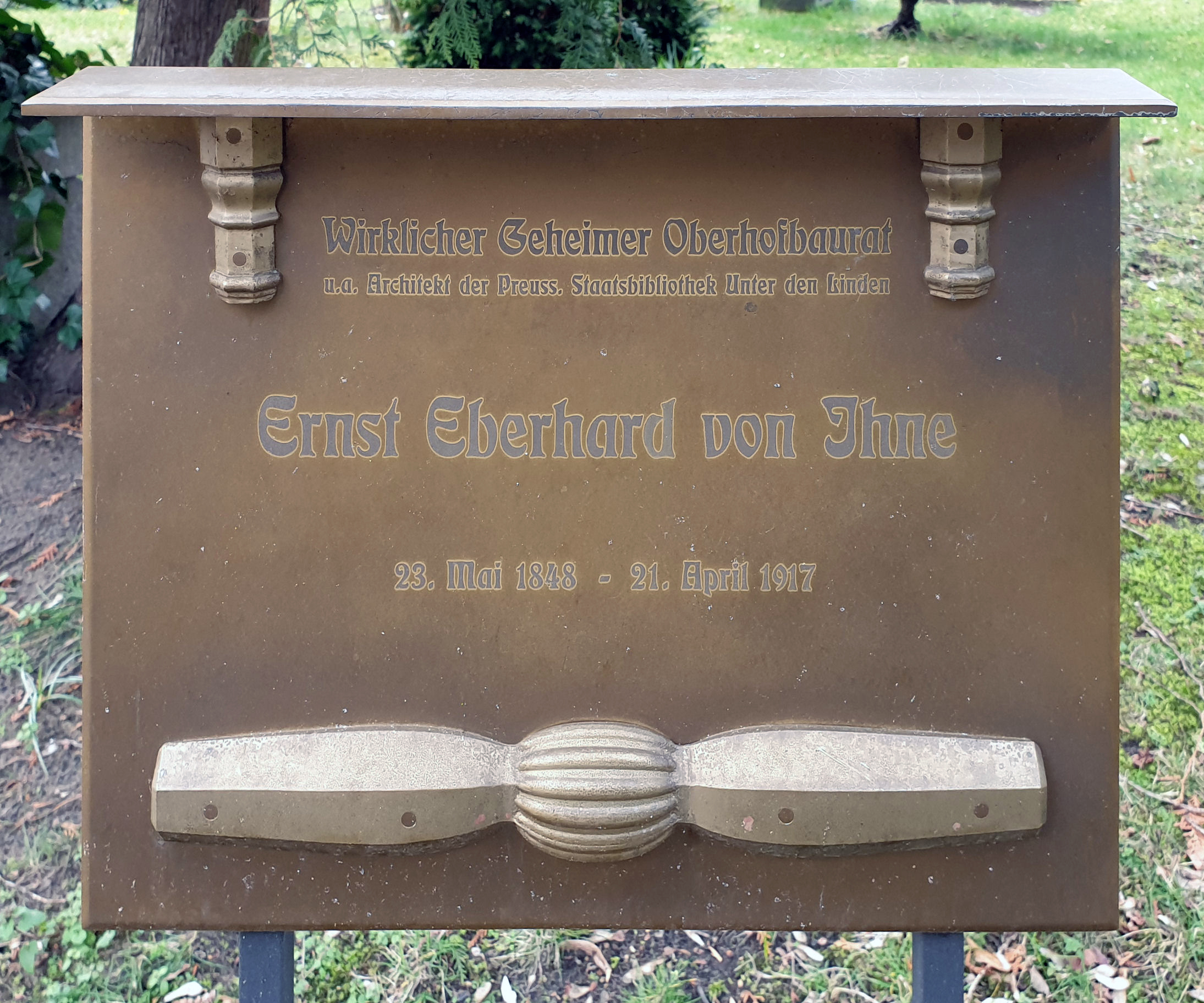
Sepultura no Antigo Cemitério da Catedral da Paróquia de St. Hedwigs em Berlim

## Galleria

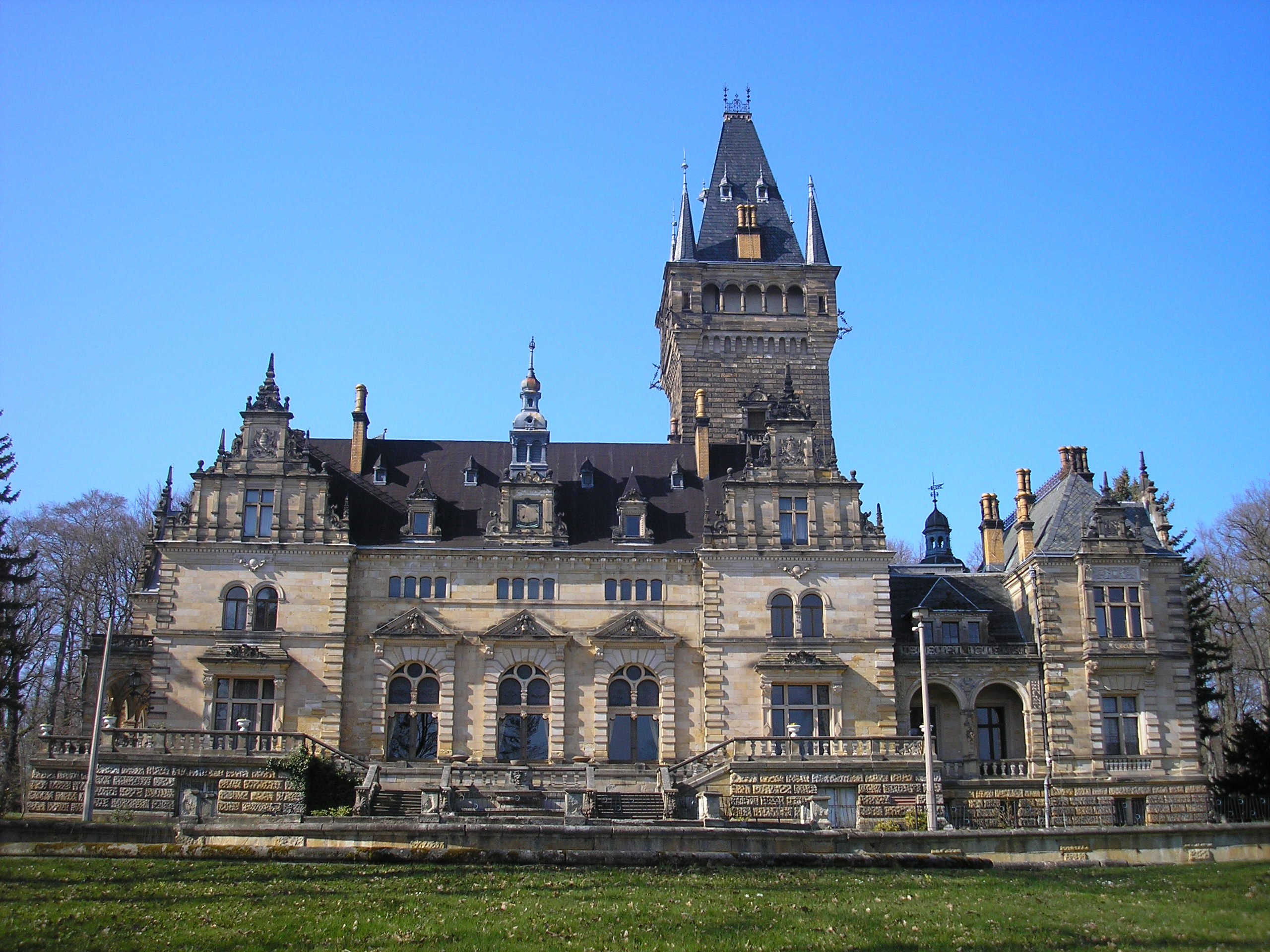
Neues Jagdschloss Hummelshain, Hummelshain (1880–85)
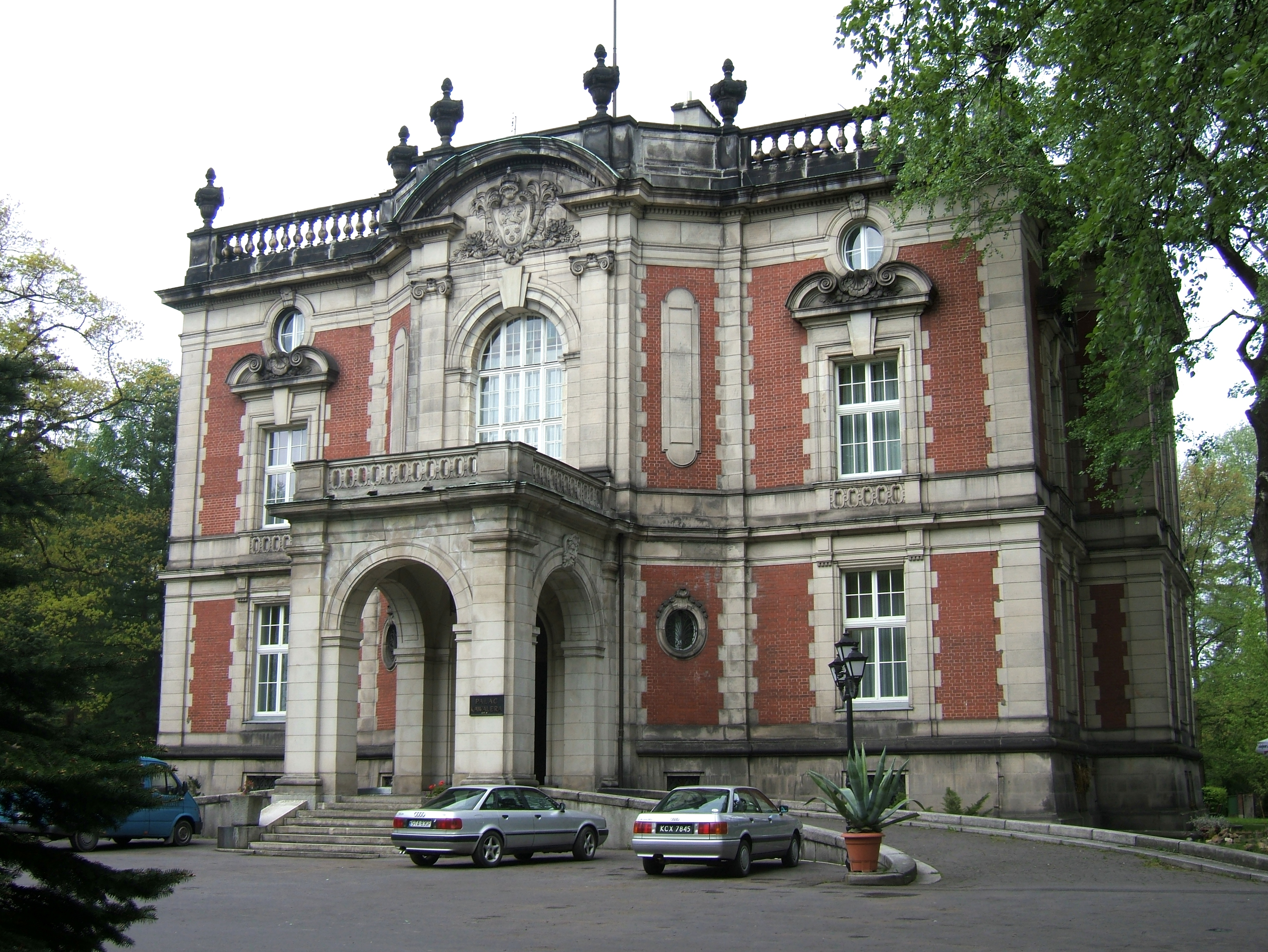
Kawalera Palace, Świerklaniec (1903–1906)
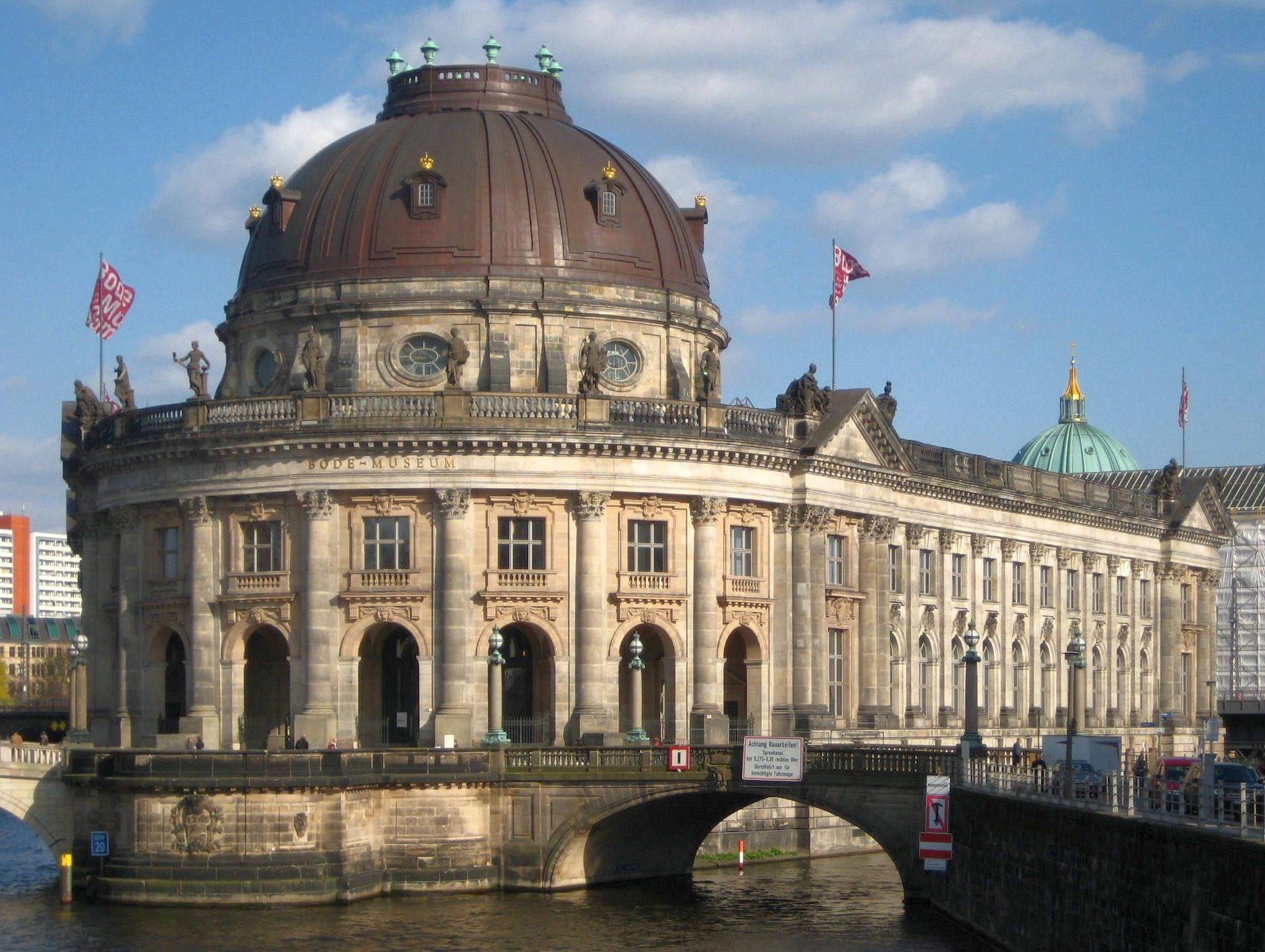
Bode Museum, Berlim (1904)
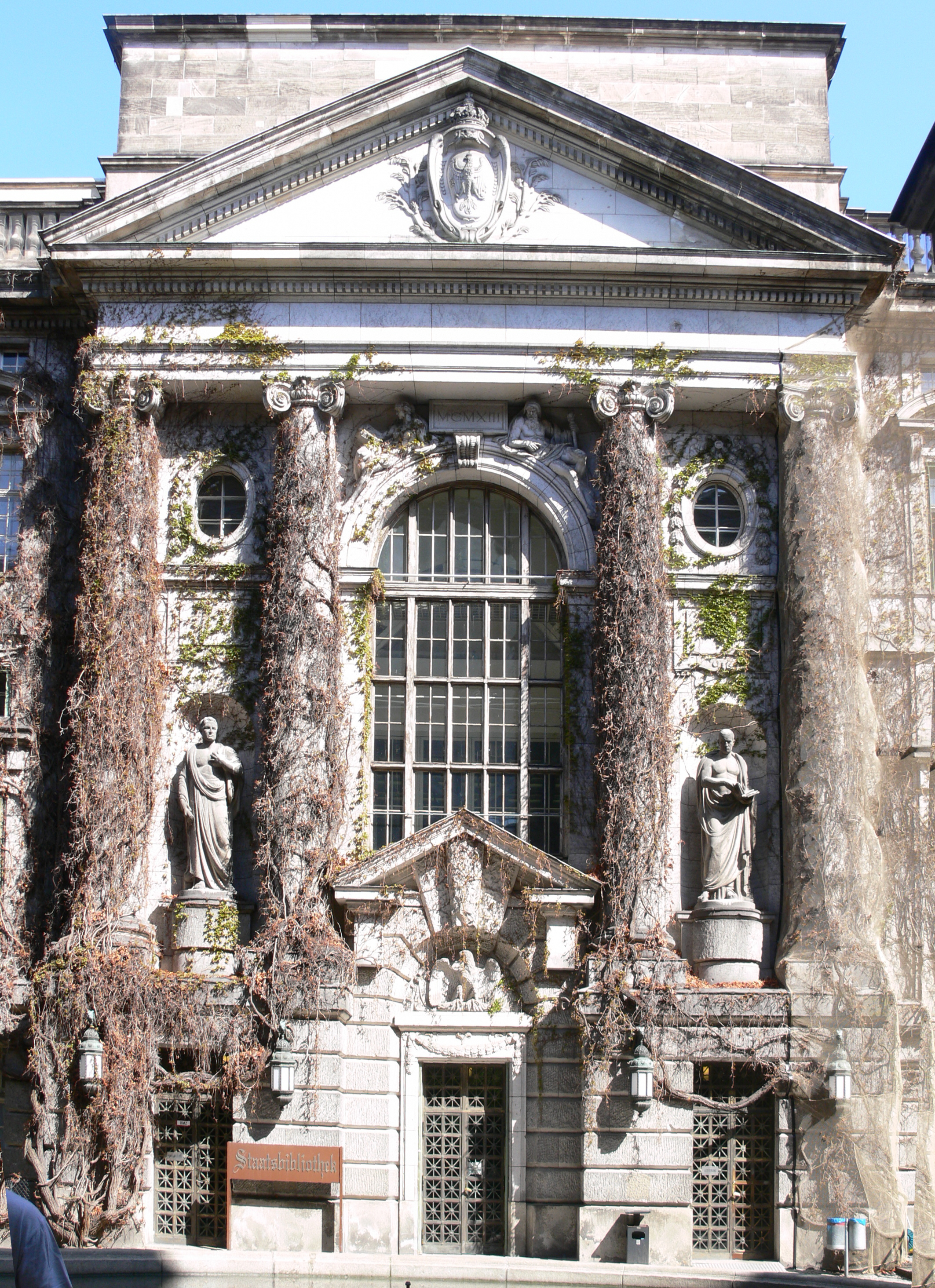
Prussian Royal Library, Berlim (1914)